# ホワイトライオン

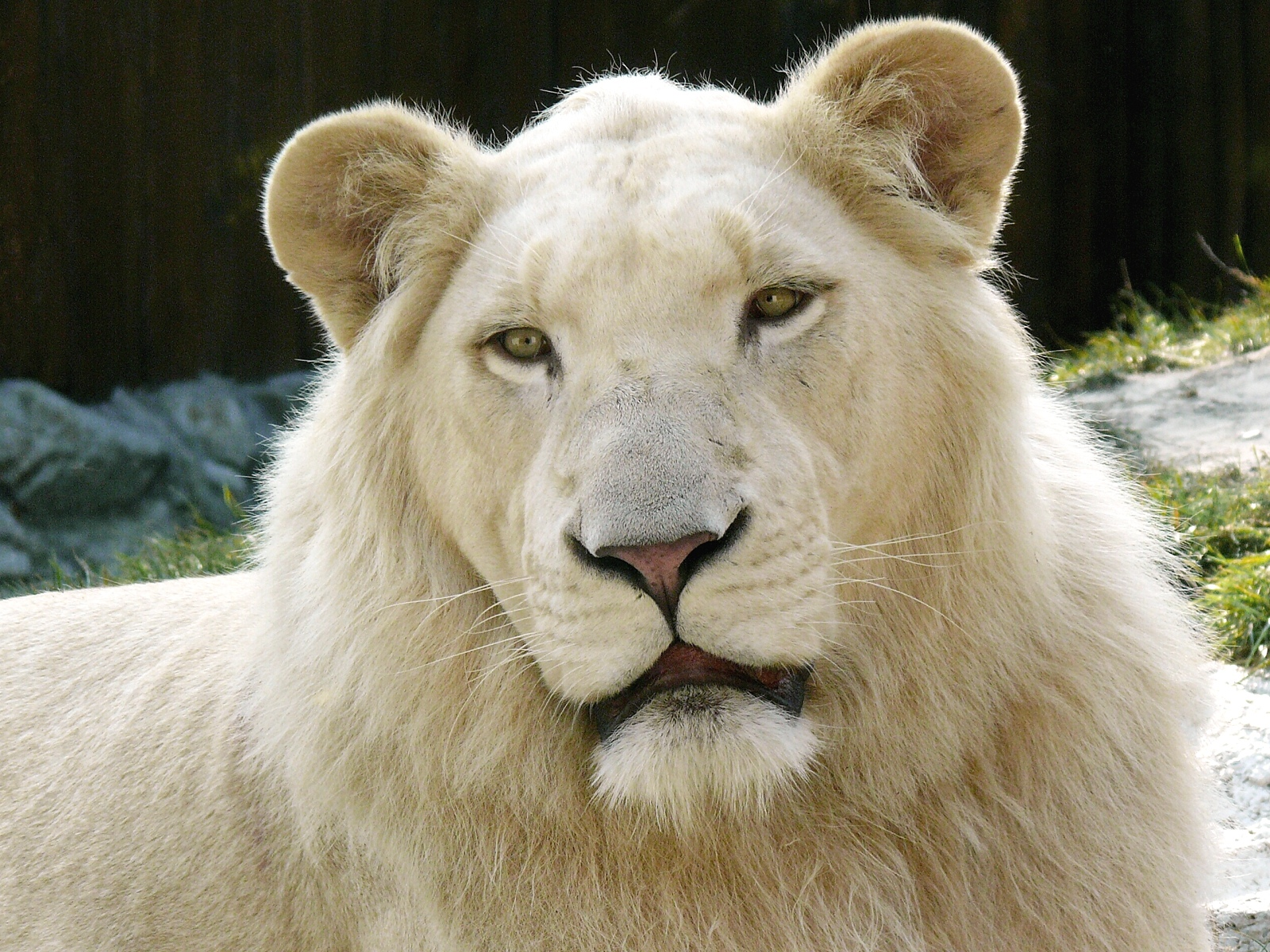
ホワイトライオン

ホワイトライオンは、ライオンの白変種である。ホワイトライオンという独立した種が存在するわけではない。
個体数は世界でも300頭ほど。ほとんどは動物園など飼育下繁殖個体であり、野生では南アフリカで2プライドのホワイトライオンの群れが人為的に保存されている。アフリカでは、神の使いとする伝承がある。
ホワイトライオンの数が少ない理由は、彼らの特徴である「白い色」が潜性遺伝によって受け継がれるからであり、飼育下では白変個体どうしを掛け合わせる近親交配が行われている。
野生では、白い毛皮を身にまとうホワイトライオンは、狩りの際、敵に見つかりやすくなかなか食事にありつけないため餓死する。
白変個体については、いくつかの仮説があるが、最有力な説は今から2万年前の氷期までさかのぼる。かつてライオンは、アフリカ、アジア、ヨーロッパ全域からアメリカ大陸まで広く生息していたが、当時、世界は氷河期の最盛期であり、多くの地域が氷と雪に覆われた白い世界であった。そのような環境下では白い毛皮が保護色となり、敵から身を隠したり、または狩りの獲物に忍び寄りやすくなっていた。当時は、ホワイトライオンの方が黄色い毛皮を持つライオンより、カモフラージュに適していた。そしてこの時の遺伝子が今も受け継がれているため、ときおりホワイトライオンが生まれると考えられている。現在ではそのような遺伝子を持つホワイトライオンを守ろうと、保護活動が行われているが、研究者らに批判されている。白変種のみを保護することは不自然であり、近親交配を進めることにつながる。

## 保全状況
VULNERABLE (IUCN Red List Ver. 3.1 (2001))

## 日本での飼育例
- 東北サファリパーク - 1999年12月末までに42頭出産[1]。
- 木下サーカス - 池田動物園に一時貸し出し[2]、2018年9月死亡[3]。
- 那須サファリパーク
- 姫路セントラルパーク[4]
- 伊豆アニマルキングダム[5]
- 秋吉台サファリランド
- 沖縄こどもの国[6]